# سوق البلابسة
سوق البلابسة، أحد أقدم أسواق مدينة عمَّان الأردنيَّة، يقع في وسط المدينة بجانب سوق البخارية المشهور، ومقابل المسجد الحسيني، ويُعدّ أحد المعالم التراثية المهمة في المدينة. أنشيء في الخمسينيات من القرن الماضي، يشتهر السوق بمحلات الإكسسوارات القديمة، ومحلات بيع مواد الخياطة وتجميل النساء.